# 第3回IBAF女子ワールドカップ
第3回IBAF女子ワールドカップ（2008 Women's Baseball World Cup）は、国際野球連盟が主催する、全世界規模の国・地域別対抗戦IBAF女子ワールドカップの第3回大会で、2008年8月24日から8月29日の間に日本の愛媛県松山市で行われた。
新日本石油（ENEOS・野球日本代表オフィシャルスポンサー）が大会特別協賛、タレントの萩本欽一（日本代表の片岡安祐美が所属する茨城ゴールデンゴールズの当時の監督）が大会委員長を務めた。
大会は開催国日本が優勝を果たし、米国の第1回からの連覇を「2」で止めた。

## 結果
| 順位 | チーム         | 勝 | 敗 |
| 1    | 日本           | 6  | 0  |
| 2    | カナダ         | 4  | 2  |
| 3    | アメリカ       | 4  | 2  |
| ---- | -------------- | -- | -- |
| 4    | オーストラリア | 2  | 4  |
| 5    | 中華台北       | 3  | 2  |
| 6    | 韓国           | 2  | 3  |
| 7    | インド         | 1  | 4  |
| 8    | 香港           | 0  | 5  |